# Millettia unijuga
Millettia unijuga är en ärtväxtart som beskrevs av François Gagnepain. Millettia unijuga ingår i släktet Millettia och familjen ärtväxter. Inga underarter finns listade i Catalogue of Life.